# Риск концентрации
Риск концентрации — это риск для банка, возникающий в результате концентрации его кредитного портфеля на отдельном контрагенте, секторе экономики или определённой стране.
Данный риск возникает из-за недиверсифицированности его портфеля, что влечет за собой коррелированность доходностей соответствующих активов.
Риск концентрации может быть рассчитан для отдельного кредита либо всего банковского портфеля. Коэффициент концентрации для отдельного кредита есть соотношение суммы выданного кредита к рассматриваемому портфелю (например, у кредита в размере 100 долларов в портфеле с совокупными активами в 1000 долларов данный коэффициент равен 0,1 или 10 %).
Для расчета степени концентрации всего портфеля на определенном заемщике, отрасле экономики либо страны используется индекс Херфиндаля. Каждый тип концентрации требует отдельного расчета соответствующего коэффициента.
Так, риск концентрации у портфеля с 10 кредитами одинакового размера равен 0,1 или 10 %, тогда как для портфеля из 10 займов, в котором 9 кредитов одинакового размера и 1 кредит составляет половину стоимости всего портфеля, коэффициент концентрации равен 0,27 или 27 %.
Данный коэффициент полезен для банков или инвесторов в целом для определения степени подверженности определенного кредитного портфеля риску невыплаты по выданным займам, возникающий вследствие рецессии или спада в одной отрасли экономики или отдельно взятой стране.
Наблюдение и оценка риска концентрации обычно осуществляется отделами, комитетами по управлению рисками и правлением коммерческих банков, которые следят за тем, чтобы данный индикатор не превышал установленных норм. Он также контролируется банковскими регуляторами и, как правило, связан с более высокими капитальными затратами (размером капитала, требуемого для покрытия банком своих потерь за свой счет) в банковском регулировании.

## Типы
Существует два типа риска концентрации, основанных на его источниках:
- Риск концентрации, возникающий из-за неравномерного распределения кредитов (или кредитов) между заемщиками. Такой риск называется именным риском концентрации (англ. name concentration risk или single-name concentration).
- Риск отраслевой концентрации, который может возникать из-за неравномерного распределения рисков по отдельным секторам, регионам, отраслям или продуктам (англ. sectoral concentration risk)[1].

## Мониторинг и управление
Большинство финансовых учреждений осуществляют политику по выявлению и ограничению риска концентрации. Обычно это включает в себя установку определенных пороговых значений для различных типов риска. После установки этих пороговых значений, осуществляется частая и тщательная отчетность для оценки областей концентрации и определения повышенных пороговых значений.
Ключевым компонентом управления риском концентрации является точное определение пороговых значений для различных типов концентраций для минимизации совокупных рисков по всем видам концентраций.